# Bristol (Quebec)
Bristol es un municipio canadiense situado en la provincia de Quebec.

## Superficie
Bristol tiene una superficie de 206,19 km².

## Demografía
En 2021, tenía 1199 habitantes, una densidad poblacional de 5,8 hab./km², y 1020 viviendas.